# Кастельветрано
Кастельветрано (итал. Castelvetrano, сиц. Castedduvitranu) — коммуна в Италии, располагается в регионе Сицилия, подчиняется административному центру Трапани.
Почтовый индекс — 91022. Телефонный код — 0924.
Покровителем населённого пункта считается святой Иоанн Креститель. Ежегодный праздник выпадает на 24 июня.

## История
Античные некрополи показывают, что человек жил в этих местах с древних времён. Сохранились античные руины акрополей в Селинунте. Здесь устанавливали своё правление в разное время римляне и арабы.
Первые письменные упоминания Кастельветрано относятся к 1100 — 1200-м годам. К 1400-м годам город входит в список федеральных городов. Храм Иоанна Предтечи за городской стеной относится к этому периоду и датируется 1412 годом.
Во Вторую мировую войну в Кастельветрано действовал военный аэродром.

## География
Занимает площадь 206 км².
Граничит с Кампобелло-ди-Мадзара, Мадзара-дель-Валло, Менфи, Монтеваго, Партанна, Салеми и Санта-Нинфа. Коммуна находится на 187 м над уровнем моря.

## Население
Плотность населения составляет 132 чел./км².
Численность жителей коммуны меняется с годами незначительно:
| Год  | Население |
| ---- | --------- |
| 1991 | 30.272    |
| 2001 | 30.518    |
| 2011 | 31,824    |
| 2016 | 31.691    |

Уроженцем Кастельветрано является мафиозо Маттео Мессина Денаро.

## Экономика
Жители, преимущественно, заняты в сельском хозяйстве (оливковые деревья, виноградники) и изготовлении мебели.

## Галерея

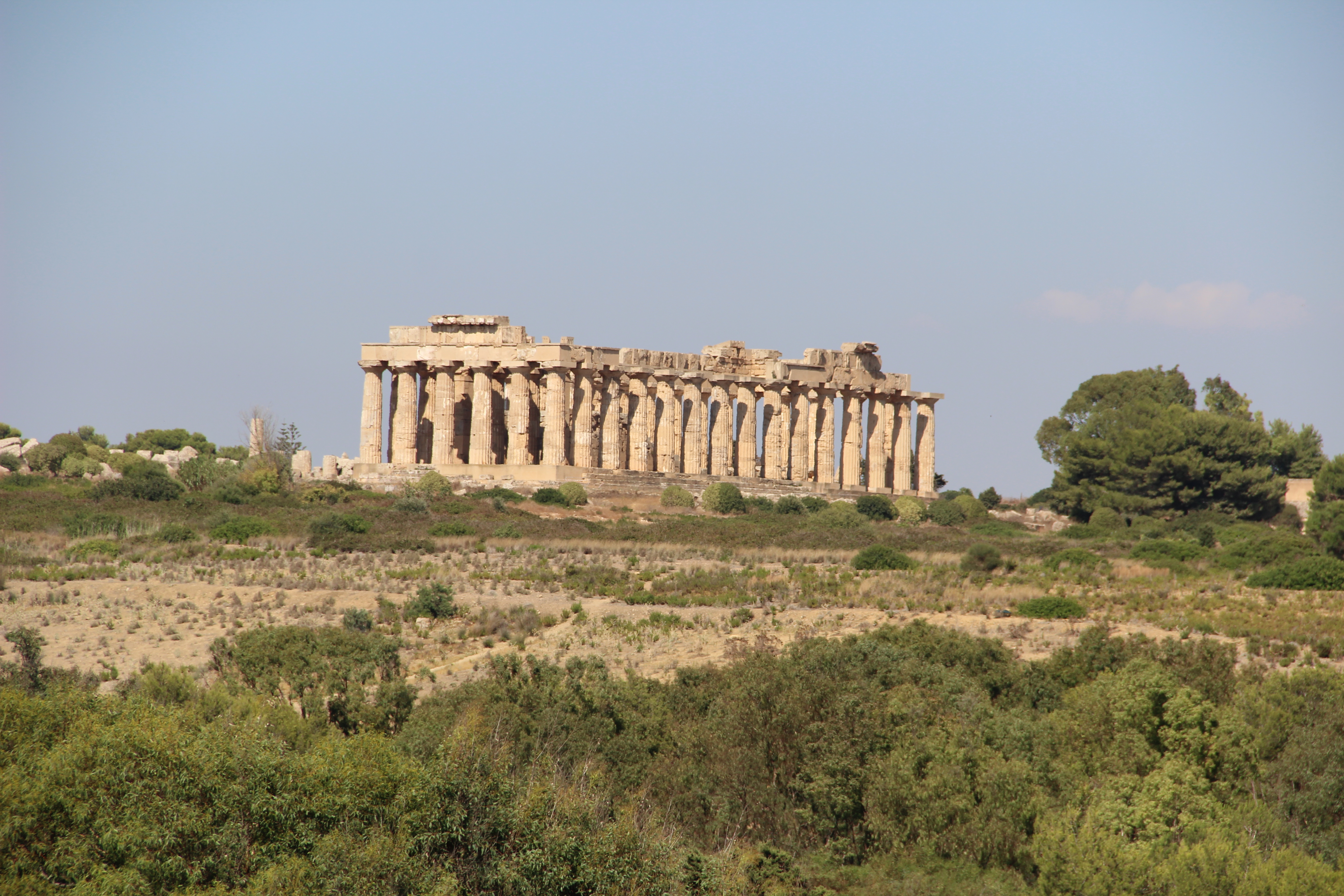
Акрополь в Селинунте, провинции Трапани.
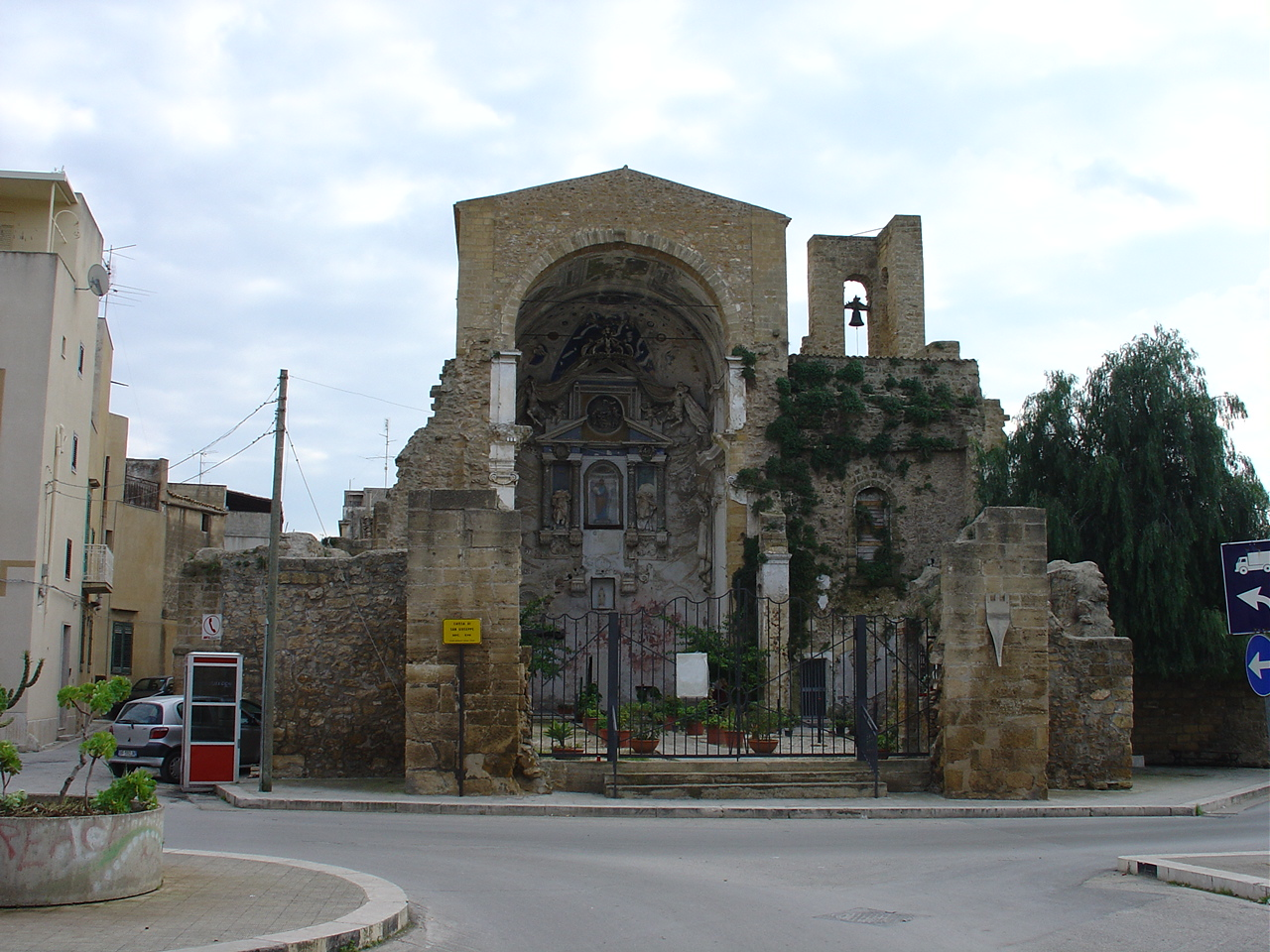
Руины церкви Св. Джузеппе
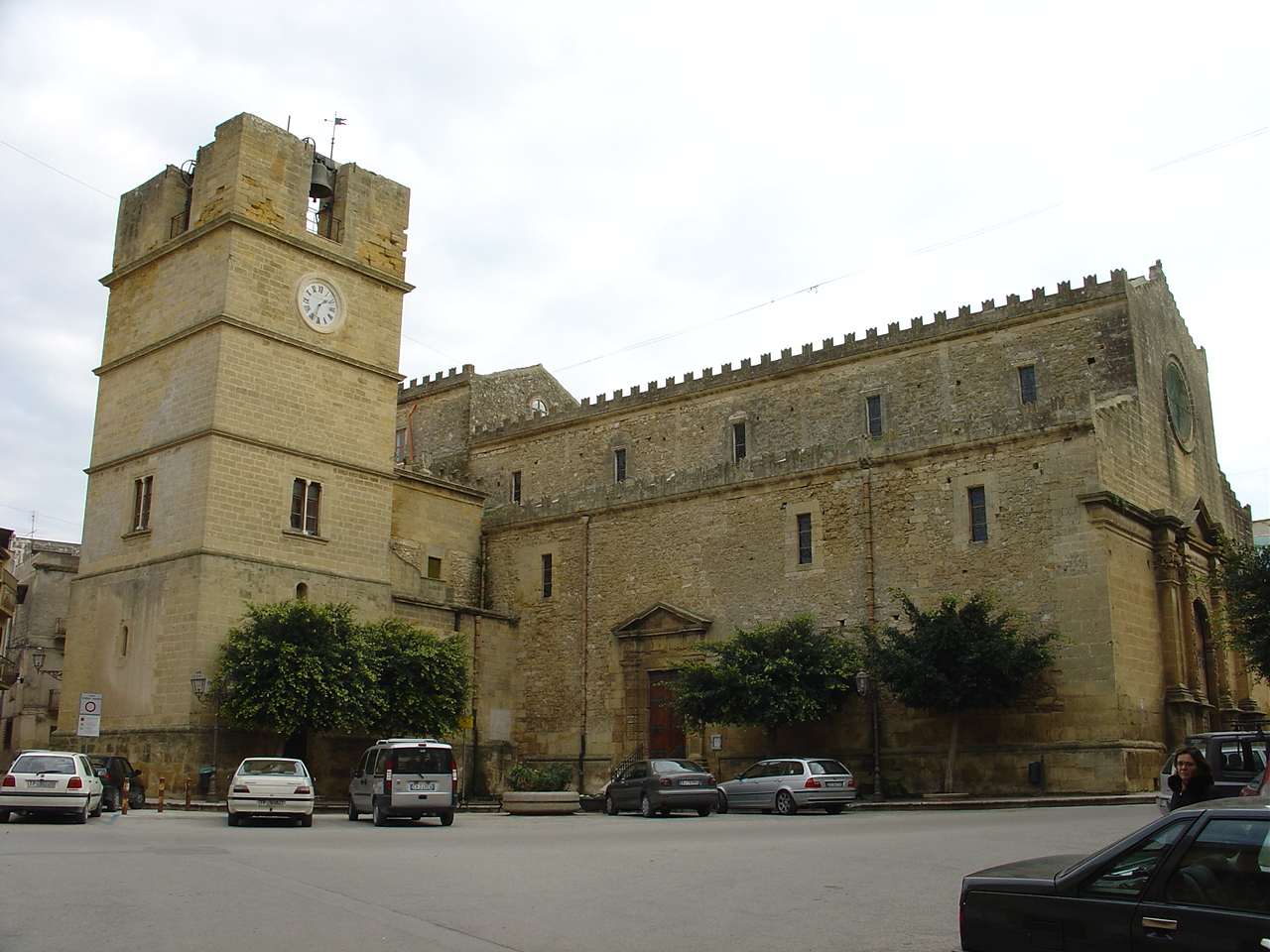
Chiesa Madre
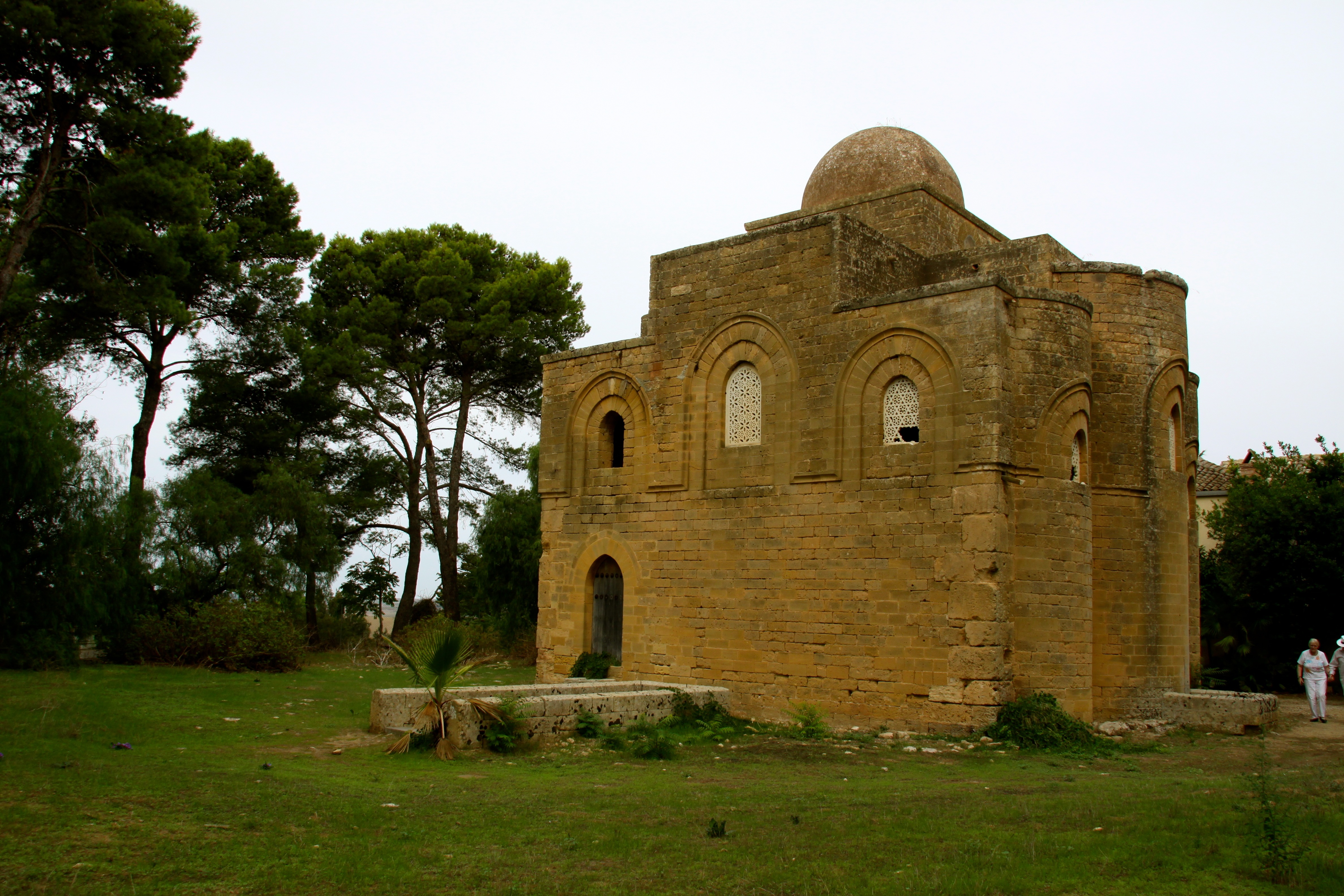
Santissima Trinità di Delia в арабо-нормандском стиле.
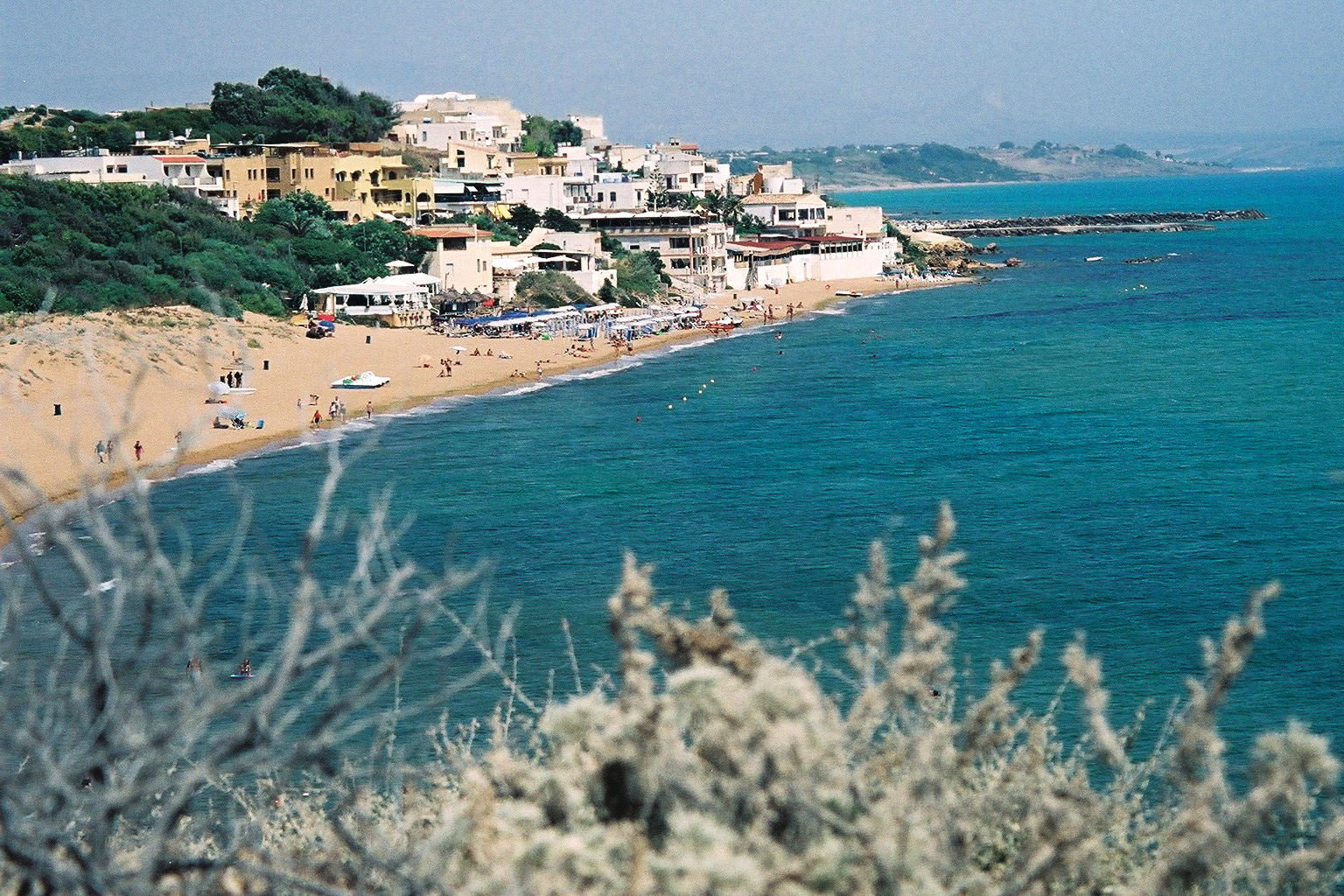
Побережье Marinella di Selinunte